# W. Franke Harling
William Franke Harling, né le 18 janvier 1887 à Londres (Angleterre), mort le 22 novembre 1958 à Sierra Madre (Californie), est un compositeur, organiste, pianiste et chef d'orchestre américain d'origine anglaise.
Connu comme W. Franke Harling ou Franke Harling, il s'illustre en particulier dans le domaine de la musique de film.

## Biographie
En 1888 (il a alors un an), ses parents et lui s'installent définitivement aux États-Unis. Après sa scolarité à Boston et New York, il revient à Londres en 1903, où il intègre la London Academy of Music and Dramatic Art et y apprend le piano, le violon, le violoncelle, l'orgue et la composition. De 1906 à 1908, il se perfectionne en piano et composition auprès de Théo Ysaÿe, au Conservatoire de Bruxelles (de plus, il exerce comme organiste et chef de chœur dans la capitale belge).
Il commence sa carrière de compositeur dans le domaine de la musique classique. On lui doit notamment trois poèmes élégiaques pour violoncelle et orchestre, des poèmes symphoniques (ex. : Monte Cassino - In Memoriam 1944) et des œuvres chorales (ex. : The Miracle of Time en 1916, ballade pour ténor, chœurs et orchestre). Pour le théâtre, il écrit des musiques de scène, dont celle pour Pan and the Young Shepherd, pièce créée à Broadway (New York) en 1918. Enfin, il est l'auteur de quelques opéras, dont deux influencés par le jazz, A Light from St. Agnes (créé à Chicago en 1925, joué au Théâtre des Champs-Élysées à Paris en 1929) et Deep River (représenté à Broadway en 1926).
À partir de 1928, W. Franke Harling est sollicité par le cinéma hollywoodien et compose ainsi des partitions originales pour une centaine de films américains, jusqu'en 1954. En outre, il contribue à des songs, dont plusieurs seront régulièrement utilisés à l'écran, tels Sing You Sinners (ex. : dans Une femme en enfer en 1955) ou Beyond the Blue Horizon (ex. : dans Le Parrain 3 en 1990).
Parmi ses films notables, mentionnons Monte-Carlo d'Ernst Lubitsch (1930), Shanghaï Express de Josef von Sternberg (1932), Ceux de la zone de Frank Borzage (1933), Âmes à la mer d'Henry Hathaway (1937), ou encore La Chanson du passé de George Stevens (1941).
Pour avoir collaboré à l'adaptation de la musique utilisée dans La Chevauchée fantastique de John Ford (1939), il gagne en 1940 un Oscar de la meilleure musique de film (outre deux autres nominations).

## Filmographie partielle
- 1928 : Waterfront de William A. Seiter
- 1928 : The Whip de Charles Brabin
- 1928 : Interférences (Interference), de Lothar Mendes et Roy Pomeroy
- 1928 : Poupée de Broadway (Show Girl) d'Alfred Santell
- 1929 : Parade d'amour (The Love Parade) d'Ernst Lubitsch
- 1929 : La Danseuse de corde (Dangerous Curves), réalisé par Lothar Mendes
- 1929 : Le Trou dans le mur (The Hole in the Wall) de Robert Florey
- 1929 : Grande Chérie (Sweetie), de Frank Tuttle
- 1930 : The Right to Love de Richard Wallace
- 1930 : Monte-Carlo (Monte Carlo) d'Ernst Lubitsch
- 1930 : Le Vagabond roi (The Vagabond King) de Ludwig Berger
- 1931 : Rango d'Ernest B. Schoedsack
- 1931 : Tabou (Tabu : A Story of a South Seas) de Friedrich Wilhelm Murnau
- 1931 : La Folie des hommes (Rich Man's Folly) de John Cromwell
- 1932 : Fireman, Save My Child de Lloyd Bacon
- 1932 : The Crash de William Dieterle
- 1932 : Shanghaï Express (Shanghai Express) de Josef von Sternberg
- 1932 : Haute Pègre (Trouble in Paradise) d'Ernst Lubitsch
- 1932 : Un mauvais garçon (No Man of Her Own) de Wesley Ruggles
- 1932 : The Miracle Man de Norman Z. McLeod
- 1932 : L'Homme que j'ai tué (Broken Lullaby) d'Ernst Lubitsch
- 1932 : Mon grand (So Big !) de William A. Wellman
- 1932 : Deux Secondes (Two Seconds) de Mervyn LeRoy
- 1932 : Blonde Vénus (Blonde Venus) de Josef von Sternberg
- 1932 : L'Adieu aux armes (A Farewell to Arms) de Frank Borzage
- 1932 : La Belle Nuit (This is the Night) de Frank Tuttle
- 1932 : Tout au vainqueur (Winner take all) de Roy Del Ruth
- 1932 : Une heure près de toi (One Hour with You) de George Cukor et Ernst Lubitsch
- 1932 : La Grande Muraille (The Bitter Tea of General Yen) de Frank Capra
- 1933 : Le Baiser devant le miroir  (The Kiss Before the Mirror) de James Whale
- 1933 : L'Homme invisible (The Invisible Man de James Whale
- 1933 : Cradle Song de Mitchell Leisen
- 1933 : Destination inconnue (Destination Unknown), de Tay Garnett
- 1933 : Ceux de la zone (Man's Castle) de Frank Borzage
- 1933 : Court-circuit (By Candlelight) de James Whale
- 1934 : L'Impératrice rouge (The Scarlet Empress) de Josef von Sternberg
- 1934 : The Church Mouse de Monty Banks
- 1934 : Dollars et Whisky (You're telling Me !) d'Erle C. Kenton
- 1935 : Peter Ibbetson d'Henry Hathaway
- 1935 : La Gloire du cirque (Annie Oakley) de George Stevens
- 1935 : Roses de sang (So Red the Rose) de King Vidor
- 1935 : Les Croisades (The Crusades) de Cecil B. DeMille
- 1936 : Flash Gordon de Frederick Stephani et Ray Taylor
- 1936 : La Flèche d'or (The Golden Arrow) d'Alfred E. Green
- 1937 : Justice des montagnes (Mountain Justice) de Michael Curtiz
- 1937 : Âmes à la mer (Souls at Sea) d'Henry Hathaway
- 1937 : La Légion noire (Black Legion) d'Archie Mayo et Michael Curtiz
- 1938 : Casier judiciaire (You and Me) de Fritz Lang
- 1938 : Les Hommes volants (Men with Wings) de William A. Wellman
- 1938 : Les Gars du large (Spawn of the North'') d'Henry Hathaway
- 1939 : La Chevauchée fantastique (Stagecoach) de John Ford
- 1941 : La Famille Stoddard (Adam had Four Sons) de Gregory Ratoff
- 1941 : Adventure in Washington d'Alfred E. Green
- 1941 : La Chanson du passé (Penny Serenade) de George Stevens
- 1942 : Madame veut un bébé (The Lady is willing) de Mitchell Leisen
- 1943 : Three Russian Girls d'Henry S. Kesler et Fedor Ozep
- 1943 : La Kermesse des gangsters (I Escaped from the Gestapo) d'Alexander Hall
- 1944 : Surprise-partie (Johnny doesn't live here any more) de Joe May
- 1944 : Quand les lumières reviendront (When Lights go on again) de William K. Howard
- 1947 : The Son of Rusty de Lew Landers
- 1954 : La Grande Bataille (Battle of Rogue River) de William Castle

## Compositions classiques (sélection)
- 1916 : The Miracle of Time, ballade pour ténor, chœurs et orchestre
- 1918 : Alda, opéra en trois actes (création à Boston)
- 1919 : Before the Dawn, idylle persane pour chœur d'hommes et orchestre
- 1925 : A Light from St. Agnes, tragédie lyrique en un acte, livret de Minnie Maddern Fiske, d'après sa pièce éponyme (création à Chicago)
- 1926 : Deep River, opéra en trois actes, lyrics et livret de Laurence Stallings, avec Luis Alberni (à Broadway)
- 1944 : Monte Cassino - In Memoriam 1944, poème symphonique

## Théâtre (sélection)
À Broadway
- 1918 : Pan and the Young Shepherd, pièce de Maurice Hewlett et Harley Granville Barker (musique de scène)
- 1928 : Say when, comédie musicale, musique et lyrics de divers (dont W. Franke Harling), livret de Calvin Brown, d'après la pièce Love in the Mist de Gilbert Emery et Amelie Rivers, avec Raymond Guion, Alison Skipworth

## Distinctions

### Nominations
- Oscar de la meilleure musique de film :
  - En 1938, pour Âmes à la mer (nomination attribuée à Paramount Pictures) ;
  - Et en 1943, catégorie Meilleure partition pour un film dramatique ou une comédie, pour Three Russian Girls.

### Récompense
- Oscar de la meilleure musique de film :
  - En 1940, catégorie Meilleure adaptation musicale, pour La Chevauchée fantastique (récompense partagée avec Richard Hageman, John Leipold et Leo Shuken).

## Référence bibliographique
- 1927 : Edward Ellsworth Hipsher, American Opera and Its Composers (en), Theodore Presser Co., Philadelphie, 408 p.